# Marlon Rodrigues Xavier
Marlon Rodrigues Xavier, genannt Marlon (* 20. Mai 1997 in Cascavel), ist ein brasilianischer Fußballspieler. Der Linksfuß spielt vorwiegend auf der linken Abwehrseite.

## Karriere
Marlon erhielt seine fußballerische Ausbildung beim Criciúma EC. Hier schaffte er 2015 auch den Sprung in den Profikader. Am 7. November 2015 spielte er von Beginn in der Série B gegen den Botafogo FR. Im Zuge der Saison kam der Spieler zu vier weiteren Einsätzen in der Liga mit der ersten Mannschaft. Zum Start der neuen Saison 2016 lief er in allen drei Spielen der Primeira Liga do Brasil 2016 und bei nahezu allen Spielen in der Staatsmeisterschaft von Santa Catarina.
Im Juli 2017 wurde Marlon an den Fluminense FC bis zum Jahresende ausgeliehen. Der Vertrag enthielt ein Kaufoption zum Ende des Leihgeschäftes. Diese wurde von Fluminense wahrgenommen. Anfang August 2019 wurde Marlon nach Portugal an den Boavista Porto ausgeliehen. Der Kontrakt erhielt eine Laufzeit über ein Jahr und enthielt eine Kaufoption zum Ende der Saison. Das erste Spiel für den Klub bestritt er in der Primeira Liga. Am 11. August 2019, dem ersten Spieltag der Saison 2019/20, stand Marlon im Heimspiel gegen Desportivo Aves in der Startelf. Das erste Pflichtspieltor gelang Marlon am fünften Spieltag der Meisterschaft. Zuhause gegen Sporting Lissabon erzielte er am 15. September den 1:0-Führungstreffer.
Nach Ende der Saison kehrte Marlon zunächst zu Fluminense zurück. Im August 2020 wurde er wieder ausgeliehen. Er kam zu Trabzonspor in die Türkei. Am 21. Januar 2021 konnte Marlon mit dem Klub den Supercup gegen Istanbul Başakşehir FK gewinnen. Nach Beendigung der Süper Lig 2020/21 kehrte Marlon wieder nach Brasilien zu Fluminense zurück.
Im Juli 2022 wechselte Marlon ablösefrei in die Türkei zum MKE Ankaragücü.
Im März 2023 wurde seine Rückkehr nach Brasilien bekannt. Bei Cruzeiro EC erhielt er einen Kontrakt bis Jahresende 2025. Als Grund für den Wechsel wurde bekannt gegeben, dass der Spieler näher bei seiner Familie sein wolle. Der Vertrag mit Ankaragücü wurde im gegenseitigen Einvernehmen aufgelöst und Cruzeiro musste keine Ablöse zahlen. Lediglich bei einem Weitertransfer wurde eine 15-prozentigen Anteil des Erlöse.

## Erfolge
Fluminense
- Taça Rio: 2018
- Taça Guanabara: 2022
- Staatsmeisterschaft von Rio de Janeiro: 2022

Trabzonspor
- Türkischer Fußball-Supercup: 2020